# Power Rangers Lightspeed Rescue
Power Rangers Lightspeed Rescue è una serie televisiva statunitense trasmessa nel 2000, la sesta della saga dei Power Rangers. In Italia viene trasmessa su Fox Kids e su Frisbee.

## Trama
Nel deserto, alcuni tuareg trovano una cripta piena d'oro e gioielli, ma inavvertitamente scoperchiano un sarcofago, liberando dei demoni intrappolati da 5000 anni. Questi demoni hanno intenzione di ricostruire il castello della loro regina, Bansheera, ma scoprono che al di sopra delle macerie del castello è stata costruita una città, chiamata Mariner Bay. Una associazione misteriosa, la Lightspeed Rescue, recluta cinque persone, che svolgono attività completamente diverse, per farli diventare Power Rangers così da proteggere la città: il pompiere Carter, il pilota Joel, l'addestratore, subacqueo ed esperto di arti marziali Chad, la scalatrice ed esperta di sport estremi Kelsey e infine Dana, assistente medica e figlia del capitano Mitchell.
Successivamente si scopre che il fratello di Dana, Ryan, misteriosamente scomparso qualche anno prima a causa di un incidente stradale, è stato reclutato da Diabolico, il leader dei demoni, e quindi costretto a odiare la Lightspeed Rescue, ma la dolcezza di sua sorella e la comprensione degli altri Rangers lo fanno passare dalla parte del bene, divenendo così il Titanium Ranger. Lo Zord di Ryan è il Max SolarZord, uno shuttle alimentato da pannelli solari fotovoltaici. Nella battaglia finale contro Diabolico e il drago Olimpus, questi distruggono il Lightspeed Solar Zord e il Rail Megazord prima di essere distrutti dall'Omega Megazord. Dopo però i soldati nemici rubano il Dark Solarzord e l'Omega Megazord che i Rangers distruggono sacrificando le loro auto mentre gli altri sigillano Bansheera.

## Episodi
| Stagione       | Episodi | Prima TV USA | Prima TV Italia |
| -------------- | ------- | ------------ | --------------- |
| Prima stagione | 40      | 2000         | 2002            |

## Personaggi e interpreti
- Carter Grayson, interpretato da Sean Cw Johnson, doppiato da Francesco Pezzulli.
Red Lightspeed Ranger, vigile del fuoco. Controlla l'Autopompa Rescue-Zord.
- Chad Lee, interpretato da Michael Chaturantabut, doppiato da Marco Baroni.
Blue Lightspeed Ranger, addestratore di orche. Controlla la Volante Rescue-Zord.
- Joel Rawlings, interpretato da Keith Robinson, doppiato da Stefano Crescentini.
Green Lightspeed Ranger, pilota acrobatico. Controlla l'Aereo Rescue-Zord.
- Kelsey Winslow, interpretata da Sasha Williams, doppiata da Emanuela D'Amico.
Yellow Lightspeed Ranger, arrampicatrice estrema. Controlla la Scavatrice Rescue-Zord.
- Dana Mitchell, interpretata da Alison MacInnis, doppiata da Valentina Mari.
Pink Lightspeed Ranger, figlia del capitano Mitchell, assistente medica. Controlla l'Ambulanza Rescue-Zord.
- Ryan Mitchell, interpretato da Rhett Fisher, doppiato da Marco Vivio.
Titanium Lightspeed Ranger, figlio del capitano Mitchell e fratello di Dana, era sotto il controllo dei demoni. Controlla il Max Solar Zord.

## Videogioco
La serie ha anche ispirato l'omonimo videogioco, uscito per Nintendo 64, Game Boy Color, PlayStation e Microsoft Windows. Le versioni PS e N64 sono beat-em up, quella GBC è un platform a scorrimento bidimensionale e quella PC è un centro interattivo.